# Pseudoeurycea ahuitzotl
El tlaconete (Pseudoeurycea ahuitzotl) és una espècie d'amfibi urodel (salamandres) de la família Plethodontidae. És endèmica de Mèxic.
El seu hàbitat natural són els montans humits. Està amenaçada d'extinció a causa de la destrucció del seu hàbitat.